# Addis Abeba
Addis Abeba (Amhaars: አዲስ አበባ, 'nieuwe bloem'; Afaan Oromo: Finfinne) is de hoofdstad van Ethiopië. De stad telt zo'n 3.384.569 inwoners (2018) en is tevens de hoofdplaats van de Afrikaanse Unie. Wegens het grote aantal internationale organisaties dat er gevestigd is en de rijke geschiedenis en cultuur van de stad wordt Addis Abeba soms ook de hoofdstad van Afrika genoemd.

## Geschiedenis
De plek om de hoofdstad te bouwen was gekozen door keizerin Taytu Betul (ca. 1851-1918) en de stad werd in 1886 gesticht door haar man, toen keizer (negus) van Shewa, vanaf 1889 keizer van Ethiopië, Menelik II.
In 1963 werd de Organisatie van Afrikaanse Eenheid gesticht, mede door Haile Selassie. Addis Abeba werd het hoofdkwartier van deze organisatie. In 2002 werd de OAE ontbonden en vervangen door de Afrikaanse Unie, die ook hier gevestigd is.

## Geografie
Addis Abeba is een bestuurlijk onafhankelijke stad (astedader akabibi) en is geen onderdeel van een regio (kilil of staat). Deze bestuurlijke eenheid is volledig omgeven door de regio Oromia.
De stad ligt tussen 2200 en 3000 meter hoogte, aan de voet van de berg Entoto, en is hiermee de op twee na hoogste hoofdstad ter wereld (na La Paz, een stad in Bolivia en Quito, de hoofdstad van Ecuador). De stad kent het relatief zeldzame gematigd chinaklimaat (ook wel "subtropisch hooglandklimaat" genoemd).

### Bestuurlijke indeling
De stad is verdeeld in 10 stadsdelen, substeden genoemd (Amhaars: ከተማ, kifle ketema) en 99 wijken (Amhaars: ቀበሌ, kebele). De 10 substeden zijn:
| Nr | Substad          | Oppervlakte (km²) | Bevolking | Dichtheid | Map |
| -- | ---------------- | ----------------- | --------- | --------- | --- |
| 1  | Addis Ketema     | 7.41              | 271.644   | 36.659,1  |     |
| 2  | Akaky Kaliti     | 118.08            | 195.273   | 1.653,7   |     |
| 3  | Arada            | 9.91              | 225.999   | 23.000    |     |
| 4  | Bole             | 122.08            | 328.900   | 2.694,1   |     |
| 5  | Gullele          | 30.18             | 284.865   | 9.438,9   |     |
| 6  | Kirkos           | 14.62             | 235.441   | 16.104    |     |
| 7  | Kolfe Keranio    | 61.25             | 546.219   | 7.448,5   |     |
| 8  | Lideta           | 9.18              | 214.769   | 23.000    |     |
| 9  | Nifas Silk-Lafto | 68.30             | 335.740   | 4.915,7   |     |
| 10 | Yeka             | 85.46             | 337,575   | 3950,1    |     |

#### Zones en woredas
| - Zone 1 - Wereda 03 - Wereda 04 - Wereda 05 - Wereda 06 - Zone 2 - Wereda 20 - Wereda 21 - Wereda 22 - Wereda 23 - Wereda 24 |  | - Zone 3 - Wereda 17 - Wereda 18 - Wereda 19 - Wereda 28 - Zone 4 - Wereda 01 - Wereda 09 - Wereda 11 - Wereda 12 - Wereda 13 - Wereda 15 - Wereda 16 |  | - Zone 5 - Wereda 02 - Wereda 07 - Wereda 08 - Wereda 10 - Wereda 14 - Wereda 25 - Zone 6 - Wereda 26 - Wereda 27 |

## Bevolking
Addis Abeba is een kosmopolitische stad en er bevinden zich dan ook vele tientallen etnische groepen, die evenveel talen spreken. De omvangrijkste etnische groep zijn de Amharen (48,3%) en andere grote groepen zijn de Oromo (19,2%), de Gurage (17.5%) en de Tigray/Tigrinya (7,6%).

## Cultuur

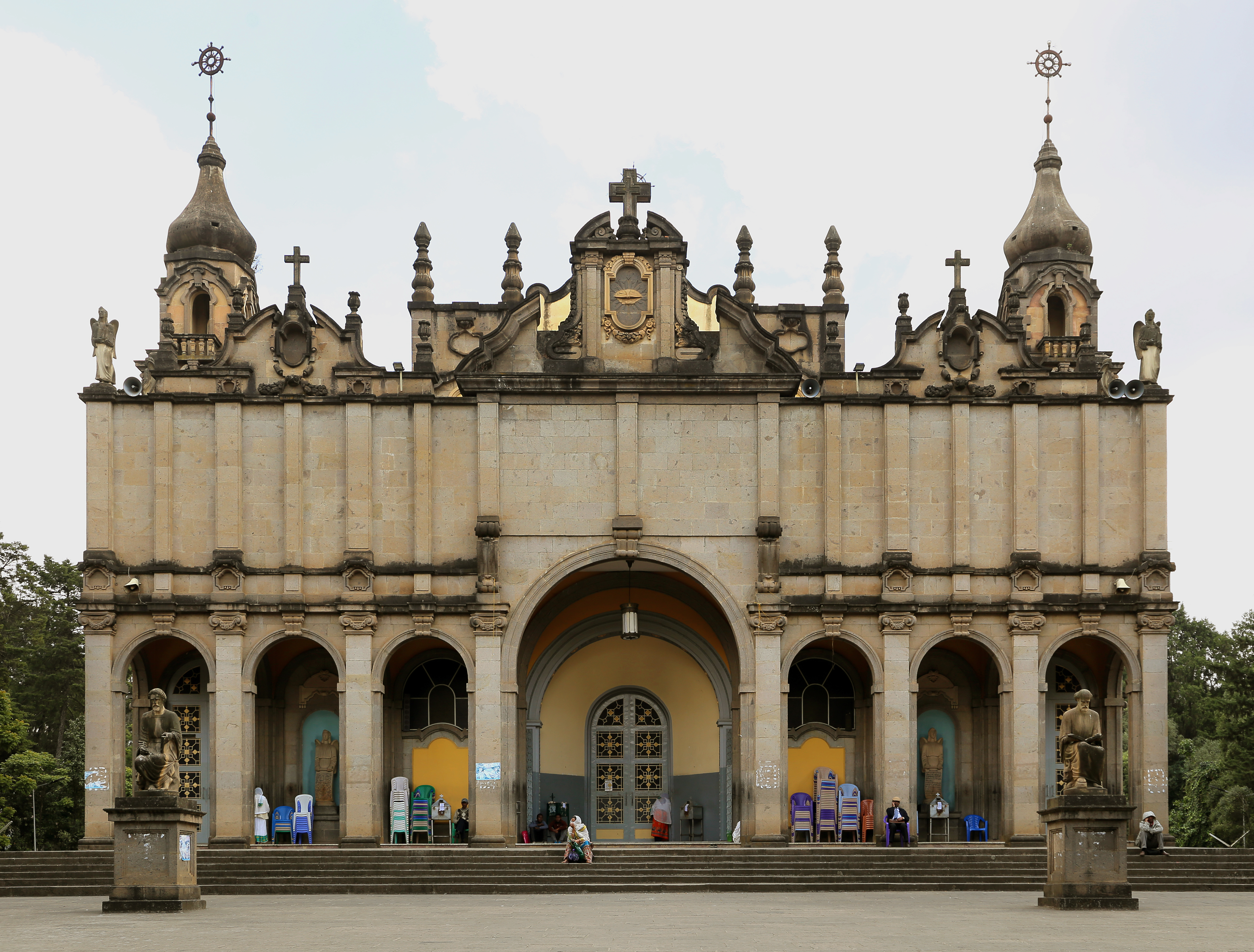
Kathedraal van de Heilige Drie-eenheid

### Musea
- Nationaal Museum van Ethiopië

### Kerken
- Kathedraal van de Heilige Drie-eenheid

## Verkeer en vervoer

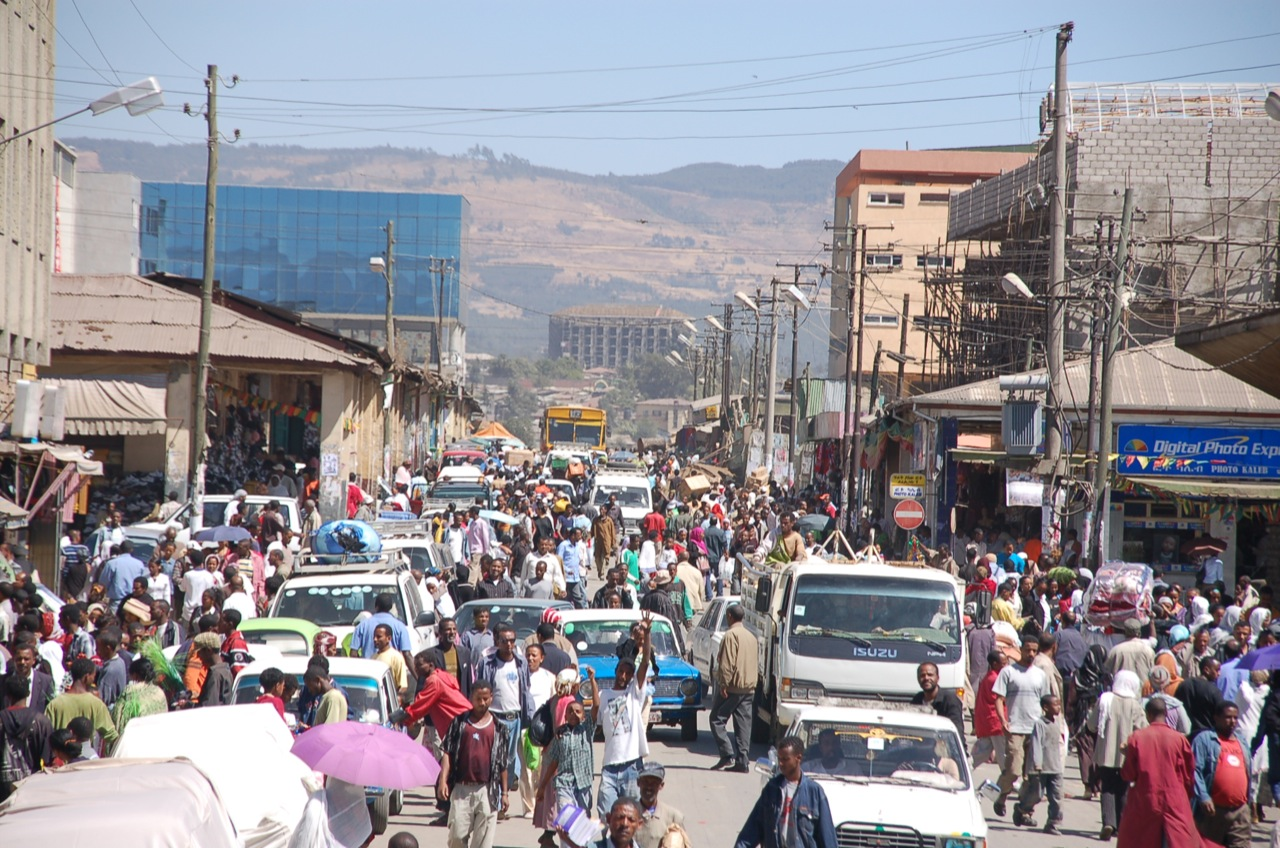
Straatbeeld in Addis Abeba

Bole International Airport is de belangrijkste luchthaven van Addis Abeba en ligt zo'n 8 kilometer ten zuidoosten van de stad. De luchthaven vervoert jaarlijks zo'n 3 miljoen passagiers, waarmee het een van de drukste luchthavens van Afrika is. Er zijn twee terminals: Terminal 1 voor binnenlandse vluchten en Terminal 2 voor internationale vluchten. In het westen van de stad bevindt zich de oude luchthaven Lideta. Deze luchthaven wordt vooral gebruikt voor militaire doeleinden.
Addis Abeba had sinds 1917 ook een spoorverbinding met Djibouti. Deze spoorweg (in meterspoor) is sinds 2007 wegens onvoldoende onderhoud buiten gebruik geraakt. In 2011 en 2012 zijn er contracten gesloten met de China Railway Construction Corporation, China Railway Group en China Civil Engineering Construction Corp, waarin de constructie van een nieuwe normaalsporige spoorlijn tussen Addis Abeba en Djibouti werd vastgelegd.
De stad beschikt sedert 2015 over twee lightraillijnen, met een totale lengte van 30 kilometer. Het T-vormige spoornetwerk bestaat uit een lijn van oost naar west die loopt van Ayat tot de ringweg van Tor Hailoch, en een lijn die van het Melenikplein naar het Mercato-busstation loopt en die via Sebategna en Abenet op de oost-westlijn aan zal sluiten. Het gezamenlijke deel van de lijnen zal tot Akaki lopen.
De Selam Bus Line Share Company verzorgt busvervoer tussen Addis Abeba en verschillende andere steden in Ethiopië, zoals Dire Dawa, Harar, Jijiga, Jimma, Bahir Dar en Gondar.
Binnen de stad wordt het busvervoer verzorgd door Anbessa City Bus Service Enterprise. Men moet nog voor elke busrit een kaartje kopen bij een loket, maar in de toekomst wordt het E-ticket voor bussen geïntroduceerd. Naast de bus is de taxi een veelgebruikte vorm van openbaar vervoer in de stad. Deze taxi's zijn te herkennen aan hun blauwe en witte kleuren, en zijn meestal minibusjes waar maximaal 12 personen in plaats kunnen nemen. Per taxi zijn er twee personen verantwoordelijk voor het vervoer van de passagiers: de chauffeur en de weyala, bij wie betaald kan worden en die de bestemming kenbaar maakt.
In 1998 is begonnen met de bouw van de ringweg van Addis Abeba, waar de vijf belangrijkste uitvalswegen van de stad naar Jimma, Debre Zeit, Gojjam, Ambo en de Eritrese hoofdstad Asmara op aansluiten.

## Onderwijs

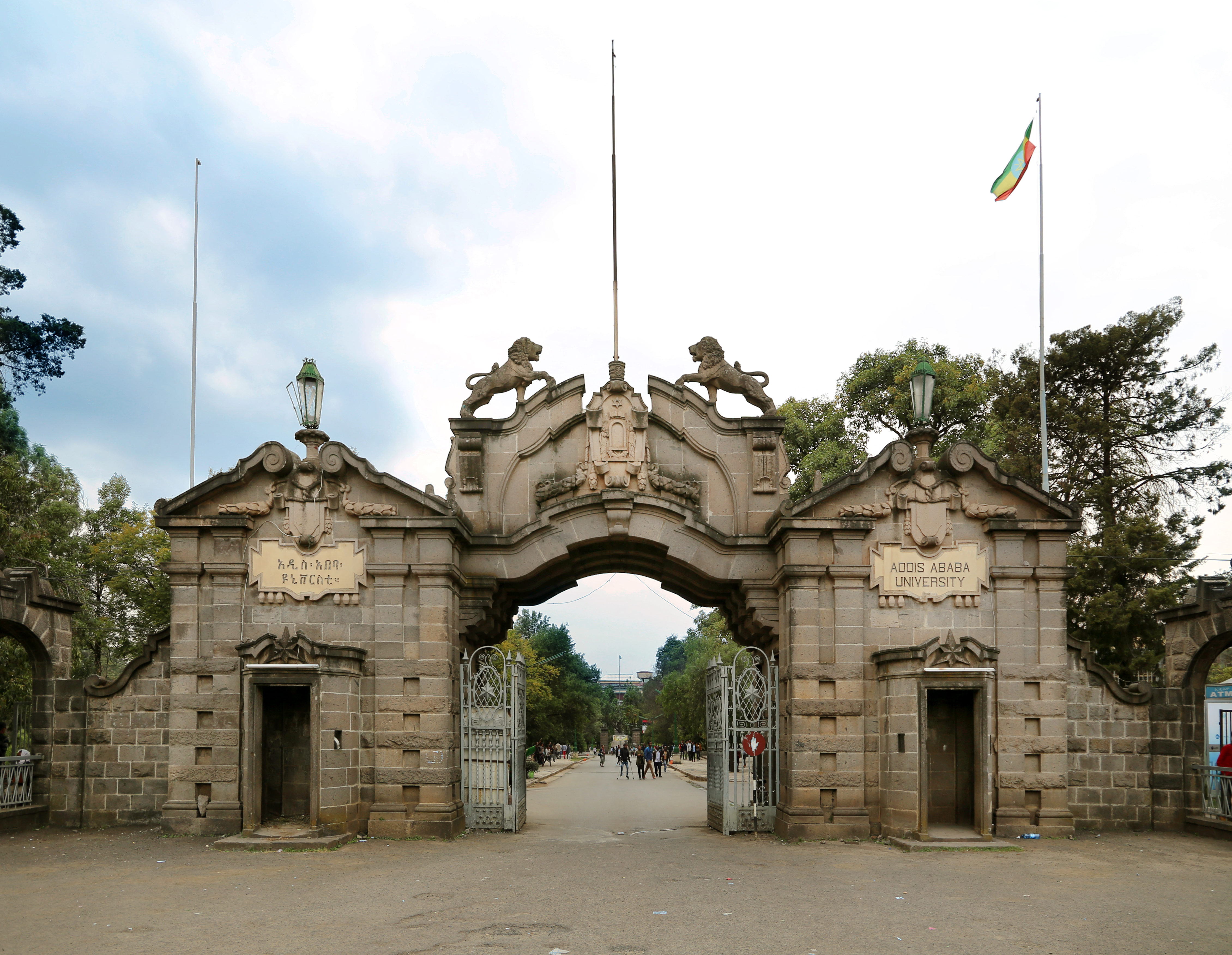
Toegangspoort universiteit van Addis Abeba

De universiteit van Addis Abeba is opgericht in 1950. Haile Selassi doneerde in 1961 zijn paleis Genete Leul aan de universiteit. Dit paleis fungeerde als campus voor de Universiteit. Hoewel zes van de zeven campusterreinen in Addis Abeba liggen, ligt de zevende buiten de stad in Debre Zeit, ongeveer 45 km van de stad. De Universiteit bezit nog meerdere vestigingen in het hele land. Daarnaast is de universiteit de thuisbasis van het instituut voor Ethiopische studies en het Etnologische Museum. De stad Addis Abeba heeft naast deze universiteit nog talloze privéscholen zoals Admas College, Ethiopian Civil Service College en de Unity University.

## Partnersteden
Addis Abeba heeft een stedenband met:
| - Bangkok (Thailand) sinds 2005 - Beër Sjeva (Israël), sinds 2004 - Caïro (Egypte) - Chongqing (China) - Chuncheon (Zuid-Korea), sinds 2004 - Dubai (Verenigde Arabische Emiraten) - Havana (Cuba), sinds 2003 - Istanboel (Turkije) - Jeddah (Saoedi-Arabië) - Johannesburg (Zuid-Afrika), sinds 2003 - Khartoem (Soedan), sinds 2010 | - Leipzig (Duitsland), sinds 2004 - Londen (Verenigd Koninkrijk) - Netanja (Israël), sinds 2004 - New Delhi (India), sinds 2004 - Peking (China), sinds 2006 - Rome (Italië), sinds 2000 - San Francisco (Verenigde Staten) - São Paulo (Brazilië), sinds 2010 - Stockholm (Zweden) - Tel Aviv (Israël) |

## Bekende inwoners van Addis Abeba

### Geboren
- Wilfred Thesiger (1910-2003), Brits ontdekkingsreiziger
- Girma Wolde-Giorgis (1924-2018), president van Ethiopië (2001-2013)
- Emahoy Tsegué-Maryam Guèbrou (1923-2023), kloosterzuster en componist
- Flavia Lattanzi (1940), Italiaans rechtsgeleerde
- Sahle-Work Zewde (1950), president van Ethiopië (sedert 2018)
- Robel Teklemariam (1974), langlaufer en alpineskiër
- Millon Wolde (1979), atleet
- Abiyote Abate (1980), atleet
- Eyerusalem Kuma (1981), atlete
- Elvan Abeylegesse (1982), Turks atlete
- Bezunesh Bekele (1983), atlete
- Meseret Defar (1983), atlete
- Alemayehu Bezabeh (1986), Spaans atleet
- Sofia Assefa (1987), atlete
- Tadese Tola (1987), atleet
- Mekonnen Gebremedhin (1988), atleet
- Almensh Belete (1989), Belgisch atlete
- Habtamu de Hoop (1998), Nederlands presentator en politicus
- Saba (1997), zangeres
- Lukas Nerurkar (2003), Brits wielrenner

### Overleden
- Haile Selassie (1892-1975), keizer van Ethiopië